# FK Radnički Obrenovac
Maillots
Dernière mise à jour : 23 avril 2022.
Le Fudbalski Klub Radnički Obrenovac (en serbe : Фудбалски Клуб Рaднички Обреновац), plus couramment abrégé en Radnički Obrenovac, est un club serbe de football fondé en 1927 et basé dans la ville d'Obrenovac.

## Palmarès
| Anciennes compétitions                                      |
| ----------------------------------------------------------- |
| - Championnat de Yougoslavie D2 (1) : - Champion : 2001-02. |

## Personnalités du club

### Présidents du club
- Miroslav Micić
- Dragan Blažić

### Entraîneurs du club
| - Milorad Rajković - Milenko Kiković - Boško Đurovski (2002) - Cvijetin Blagojević (2002 - 2003) - Velibor Đurić (2003) - Mihailo Ivanović (2003) - Goran Milojević (2003 - 2004) | - Žarko Đurović - Vlado Čapljić - Miloš Veselinović - Nenad Stojković (2010) - Nebojša Milošević (2011 - 2012) - Miloš Veselinović (2012 - 2013) - Dejan Đuričić (2014) | - Branko Rašić (2014 - 2015) - Dejan Đuričić (2015 - 2017) - Miloš Bojanić (2018 - 2019) - Slaven Kovačević (2019) - Miloš Bojanić (2019 - 2020) - Saša Stojadinović (2020 - 2021) - Dejan Đuričić (2021 - ) |

### Anciens joueurs du club
| - Bora Kostić - Nenad Jestrović - Radosav Petrović - Miodrag Stošić | - Nino Pekarić - Dušan Vasiljević - Srdjan Djekanovic - Dragan Stančić | - Jovan Markoski - Goran Boskovic - Chris Megaloudis |